# Gerhard Loibelsberger

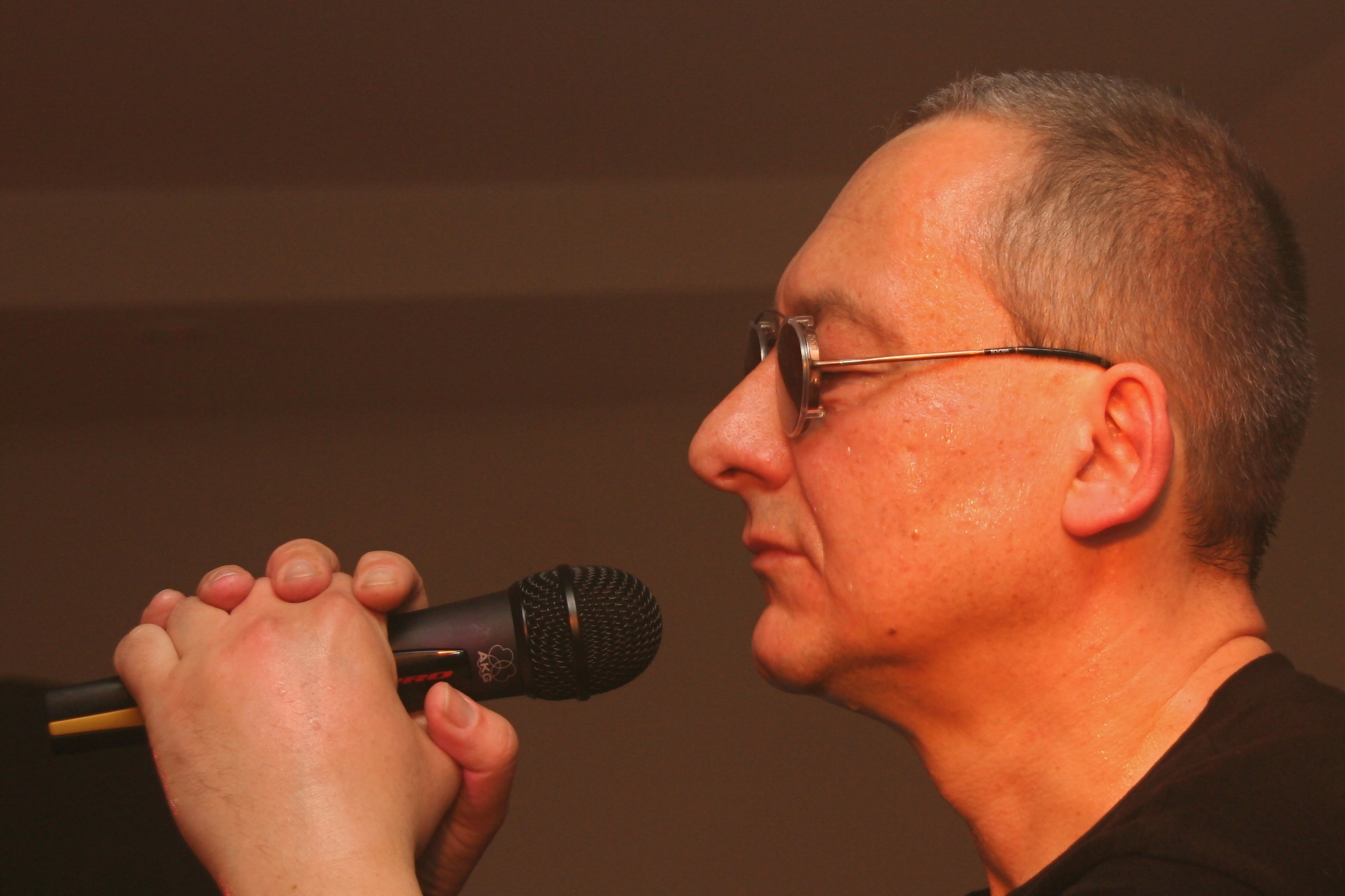
Gerhard Loibelsberger

Gerhard Loibelsberger (* 1957 in Wien) ist ein österreichischer Schriftsteller.

## Leben
Gerhard Loibelsberger besuchte das Kollegium Kalksburg. Danach studierte er Germanistik an der Universität Wien und arbeitete als Werbe- und PR-Texter, ehe er sich der Schriftstellerei zuwandte. Nebenbei schreibt Loibelsberger Liedtexte für die Wiener Undergroundband Der Dritte Mann, deren Sänger er auch ist, und startete gemeinsam mit Fredy Stanek das Jazz-Projekt Club Dada. Im Jahr 1978 schrieb er den Text für den Sommerhit Die Grille auf der Brille. 2003 verfasste er die Songtexte des Kindermusicals Schlaraffenland.

## Auszeichnungen
- 2010 wurde sein historischer Kriminalroman Die Naschmarkt-Morde für den Leo-Perutz-Preis der Stadt Wien nominiert.
- 2014 wurde Todeswalzer – ein Roman aus Wien im Jahr 1914 mit dem HOMER Literaturpreis in Silber in der Kategorie Krimi & Thriller ausgezeichnet.
- 2016 wurde Der Henker von Wien – ein Roman aus Wien im Jahr 1916 als bester historischer Krimi mit dem HOMER Literaturpreis in Gold ausgezeichnet.

## Werke
Belletristik
- Die Naschmarkt-Morde: Historischer Kriminalroman; ein Roman aus dem alten Wien. Gmeiner-Verlag, Meßkirch 2009, ISBN 978-3-8392-1068-0.
- Reigen des Todes: Historischer Kriminalroman; ein Roman aus dem alten Wien. Gmeiner-Verlag, Meßkirch 2010, ISBN 978-3-8392-1006-2.
- Mord und Brand: Historischer Kriminalroman; ein Roman aus dem alten Wien. Gmeiner-Verlag, Meßkirch 2011, ISBN 978-3-8392-1217-2.
- Quadriga: Ein Venedig-Krimi. Gmeiner-Verlag, Meßkirch 2012, ISBN 978-3-8392-1312-4.
- Todeswalzer: Ein Roman aus Wien im Jahr 1914, Gmeiner-Verlag, Meßkirch 2013, ISBN 978-3-8392-1467-1.
- Kaiser, Kraut und Kiberer: Ermittlungen im alten Wien, in Venedig und Freiburg, 13 Kurzgeschichten, Gmeiner-Verlag, Meßkirch 2014, ISBN 978-3-8392-1577-7.
- Der Henker von Wien: Ein Roman aus Wien im Jahr 1916. Gmeiner-Verlag, Meßkirch 2015, ISBN 978-3-8392-1732-0.
- Killer-Tschick: Ein Soko Donau-Soko Wien-Krimi, Haymon Verlag, Innsbruck-Wien 2016, ISBN 978-3-7099-7251-9.
- Im Namen des Paten, Haymon Verlag, Innsbruck-Wien 2017, ISBN 978-3-7099-7885-6.
- Schönbrunner Finale: Ein Roman aus Wien im Jahr 1918. Gmeiner-Verlag, Meßkirch 2018, ISBN 978-3-8392-2210-2.
- Morphium, Mokka, Mördergeschichten: Wien zur Zeit Joseph Maria Nechybas, 13 Kurzgeschichten, Gmeiner-Verlag, Meßkirch 2019, ISBN 978-3-8392-2502-8.
- Alles Geld der Welt: Ein Roman aus Wien im Jahr 1873, Gmeiner-Verlag, Meßkirch 2020, ISBN 978-3-8392-2686-5.
- Micky Cola – Ein futuristischer Thriller, Gmeiner-Verlag, Meßkirch 2021, ISBN 978-3-8392-0050-6.
- Zerrüttung. Ein Roman aus Wien im Jahr 1933, Gmeiner-Verlag, Meßkirch 2023, ISBN 978-3-8392-0521-1.
- Wiener Zuckerl – Krimis und andere Geschichten, Carl Ueberreuter Verlag Wien, Wien 2024, ISBN 978-3-8000-9020-4

Lyrik
- Krazy Words – Krätzige Wörter. Texte, Songs, Gedichte, E-Book, Haymon Verlag, Innsbruck-Wien 2016, ISBN 978-3-7099-3767-9.
- Ants & Plants – Anten & Tanten. Texte, Songs, Gedichte, E-Book, Gmeiner Verlag, Meßkirch 2017, ISBN 978-3-7349-9459-3.
- Young Dummies – Jugendliche Crashtests, Kurzprosa, Gedichte, E-Book, Gmeiner Verlag, Meßkirch 2018, ISBN 978-3-7349-9461-6.

Graphic Novel
- Der Bankert vom Naschmarkt – Ein Kriminalfall aus dem alten Wien, gezeichnet von Reinhard Trinkler, Amalthea, Wien 2017, ISBN 978-3-99050-103-0.

Sachbücher
- Alt-Wiener Küche: Inspector Nechybas mörderisch gute Rezepte, Carl Ueberreuter Verlag Wien, Wien 2021, ISBN 978-3-8000-7779-3 (Gemeinsam mit Hartmut Märtins).
- NECHYBAS WIEN: 33 Lieblingsspaziergänge und 11 Genusstipps, Gmeiner-Verlag, Meßkirch 2012, ISBN 978-3-8392-1254-7.
- Illustriertes Wiener Kaffeekochbuch. Über die Kunst der Kaffeezubereitung in Wien. Edition Querfeld, Wien 2006.
- Schlaraffenland. Trans-World Musikverlag, Wien 2003, ISBN 3-901710-30-2 (gemeinsam mit Mike Neumayr, G. M. Regej, Manfred Schiffinger und Heinz Sitta).
- Unsere Republik auf einen Blick. Das Nachschlagewerk über Österreich aktualisierte und ergänzte Neuausgabe. Verlag Carl Ueberreuter, Wien 2005, ISBN 3-8000-7086-3 (gemeinsam mit Heinrich Neisser und Helmut Strobl).
- Wiener Nachspeisen: Rezepte aus Meisterhand. Agrarverlag, Wien 2010, ISBN 978-3-7040-2382-7 (Gemeinsam mit Herwig Gasser).
- Wiener Weihnachtsbäckereien. Rezepte aus Meisterhand. Agrarverlag, Wien 2008, ISBN 978-3-7040-2311-7 (Gemeinsam mit Herwig Gasser).
- Die Zuckerseiten Österreichs. Christian Brandstätter Verlag, Wien 2006, ISBN 978-3-902510-78-5 (gemeinsam mit Rudolf Kotschever und Gerhard Wasserbauer).

Hörbücher
- Die Naschmarkt-Morde gelesen von Gerhard Loibelsberger. Mono Verlag, Wien 2013, ISBN 978-3-902727-14-5.
- Todeswalzer gelesen von Gerhard Loibelsberger. Mono Verlag, Wien 2014, ISBN 978-3-902727-49-7.
- Loibelsbergers Kriminelles Wien – 18 Mördersongs. Mono Verlag, Wien 2014, ISBN 978-3-902727-56-5.

Herausgeber
- Wiener Seele. Spannendes und Skurriles aus der Donaumetropole. Gmeiner-Verlag, Meßkirch 2014, ISBN 978-3-8392-1606-4.